# 2020년 하계 올림픽 배구 여자
제32회 하계 올림픽 여자 배구 경기는 일본 도쿄에서 2021년 7월 25일부터 8월 8일까지 열린다. 주최국 일본을 포함한 12개 국가대표팀의 선수 144명이 대회에 참가하게 된다. 경기는 아리아케 경기장에서 열리며, 모든 경기는 무관중으로 진행된다.

## 경기 일정
| 예 | 조별 라운드 | 16 | 16강전 | 8 | 8강전 | 4 | 준결승전 | 동 | 동메달 결정전 | 결 | 결승전 |

| 날짜종목  | 7월25일(일) | 26일(월) | 27일(화) | 28일(수) | 29일(목) | 30일(금) | 31일(토) | 8월 1일(일) | 2일(월) | 3일(화) | 4일(수) | 5일(목) | 5일(목) | 6일(금) | 6일(금) | 7일(토) | 7일(토) | 8일(일) | 8일(일) |
| --------- | ----------- | -------- | -------- | -------- | -------- | -------- | -------- | ----------- | ------- | ------- | ------- | ------- | ------- | ------- | ------- | ------- | ------- | ------- | ------- |
| 여자 배구 | 예          |          | 예       |          | 예       |          | 예       |             | 예      |         | 8       |         |         | 4       | 4       |         |         | 동      | 결      |

## 출전 팀
올림픽 여자 배구 본선 진출 팀을 결정하는 예선 방식은 2018년 9월 23일 국제 배구 연맹이 확정했다.
| 본선 진출 자격 | 본선 진출 자격 | 날짜               | 장소                        | 할당 | 자격 획득 팀    |
| -------------- | -------------- | ------------------ | --------------------------- | ---- | --------------- |
| 주최국         | 주최국         | 2013년 9월 7일     | 아르헨티나 부에노스아이레스 | 1    | 일본            |
| 대륙간 예선    | A조            | 2019년 8월 1-4일   | 폴란드 브로츠와프           | 1    | 세르비아        |
| 대륙간 예선    | B조            | 2019년 8월 1-4일   | 중국 닝보                   | 1    | 중화인민공화국  |
| 대륙간 예선    | C조            | 2019년 8월 1-4일   | 미국 슈리브포트-보저시티    | 1    | 미국            |
| 대륙간 예선    | D조            | 2019년 8월 1-4일   | 브라질 우베를란지아         | 1    | 브라질          |
| 대륙간 예선    | E조            | 2019년 8월 1-4일   | 러시아 칼리닌그라드         | 1    | 러시아          |
| 대륙간 예선    | F조            | 2019년 8월 1-4일   | 이탈리아 카타니아           | 1    | 이탈리아        |
| 아시아 예선    | 아시아 예선    | 2020년 1월 7-12일  | 태국 나콘랏차시마           | 1    | 대한민국        |
| 아프리카 예선  | 아프리카 예선  | 2020년 1월 4-9일   | 카메룬 야운데               | 1    | 케냐            |
| 유럽 예선      | 유럽 예선      | 2020년 1월 5-12일  | 네덜란드 아펠도른           | 1    | 튀르키예        |
| 남미 예선      | 남미 예선      | 2020년 1월 7-9일   | 콜롬비아 보고타             | 1    | 아르헨티나      |
| 북중미 예선    | 북중미 예선    | 2020년 1월 10-12일 | 도미니카 공화국 산토도밍고  | 1    | 도미니카 공화국 |
| 합계           | 합계           | 합계               | 합계                        | 12   |                 |

## 경기장
| 여자 배구       |
| --------------- |
| 일본 도쿄       |
|                 |
| 아리아케 경기장 |
| 수용 인원:      |

## 조 편성
| A조 (세계 순위)        | B조 (세계 순위)      |
| ---------------------- | -------------------- |
| 일본(주최국)           | 중화인민공화국 (1위) |
| 세르비아 (3위)         | 미국 (2위)           |
| 브라질 (4위)           | 러시아 (5위)         |
| 대한민국 (9위)         | 이탈리아 (8위)       |
| 도미니카 공화국 (10위) | 아르헨티나 (11위)    |
| 케냐 (19위)            | 튀르키예 (12위)      |

## 조별 결과

### A조 순위표
| 순위 | 팀              | 경기 | 승리 | 패배 | 승점 | 얻은 세트 | 잃은 세트 | 세트 득실 | 얻은 점수 | 잃은 점수 | 점수 득실 | 통과 |
| ---- | --------------- | ---- | ---- | ---- | ---- | --------- | --------- | --------- | --------- | --------- | --------- | ---- |
| 1    | 브라질          | 5    | 5    | 0    | 14   | 15        | 3         | 5.000     | 434       | 315       | 1.378     | 8강  |
| 2    | 세르비아        | 5    | 4    | 1    | 12   | 13        | 3         | 4.333     | 381       | 313       | 1.217     | 8강  |
| 3    | 대한민국        | 5    | 3    | 2    | 7    | 9         | 10        | 0.900     | 374       | 415       | 0.901     | 8강  |
| 4    | 도미니카 공화국 | 5    | 2    | 3    | 8    | 10        | 10        | 1.000     | 411       | 406       | 1.012     | 8강  |
| 5    | 일본 (H)        | 5    | 1    | 4    | 4    | 6         | 12        | 0.500     | 378       | 395       | 0.957     |      |
| 6    | 케냐            | 5    | 0    | 5    | 0    | 0         | 15        | 0.000     | 242       | 376       | 0.644     |      |

### A조 경기 일정
- (시간은 일본 현지 기준이며 한국 시간과 같음.)[2]

| 2021년 7월 25일 14:20 | 세르비아                    | 3 - 0 | 도미니카 공화국 | 경기장: 아리아케 경기장 심판: 강주희(KOR), 예브게니 막샤노프(RUS) |
| 2021년 7월 25일 14:20 | (25 - 18, 25 - 12, 25 - 20) |       |                 | 경기장: 아리아케 경기장 심판: 강주희(KOR), 예브게니 막샤노프(RUS) |
| 2021년 7월 25일 14:20 | 기록지 상세 통계            |       |                 | 경기장: 아리아케 경기장 심판: 강주희(KOR), 예브게니 막샤노프(RUS) |

| 2021년 7월 25일 19:40 | 일본                        | 3 - 0 | 케냐 | 경기장: 아리아케 경기장 심판: 파브리세 콜라도(FRA), 하미드 알루시(UAE) |
| 2021년 7월 25일 19:40 | (25 - 15, 25 - 11, 25 - 23) |       |      | 경기장: 아리아케 경기장 심판: 파브리세 콜라도(FRA), 하미드 알루시(UAE) |
| 2021년 7월 25일 19:40 | 기록지 상세 통계            |       |      | 경기장: 아리아케 경기장 심판: 파브리세 콜라도(FRA), 하미드 알루시(UAE) |

| 2021년 7월 25일 21:45 | 브라질                      | 3 - 0 | 대한민국 | 경기장: 아리아케 경기장 심판: 류장(CHN), 무라나카 신(JPN) |
| 2021년 7월 25일 21:45 | (25 - 10, 25 - 22, 25 - 19) |       |          | 경기장: 아리아케 경기장 심판: 류장(CHN), 무라나카 신(JPN) |
| 2021년 7월 25일 21:45 | 기록지 상세 통계            |       |          | 경기장: 아리아케 경기장 심판: 류장(CHN), 무라나카 신(JPN) |

| 2021년 7월 27일 14:20 | 일본                        | 0 - 3 | 세르비아 | 경기장: 아리아케 경기장 심판: 패트리카 롤프(USA), 유라이 모크리(SVK) |
| 2021년 7월 27일 14:20 | (23 - 25, 16 - 25, 24 - 26) |       |          | 경기장: 아리아케 경기장 심판: 패트리카 롤프(USA), 유라이 모크리(SVK) |
| 2021년 7월 27일 14:20 | 기록지 상세 통계            |       |          | 경기장: 아리아케 경기장 심판: 패트리카 롤프(USA), 유라이 모크리(SVK) |

| 2021년 7월 27일 19:40 | 브라질                                        | 3 - 2 | 도미니카 공화국 | 경기장: 아리아케 경기장 심판: 수사나 로드리게스(ESP), 블라디미르 시모노비치(SRB) |
| 2021년 7월 27일 19:40 | (22 - 25, 25 - 17, 25 - 13, 23 - 25, 15 - 12) |       |                 | 경기장: 아리아케 경기장 심판: 수사나 로드리게스(ESP), 블라디미르 시모노비치(SRB) |
| 2021년 7월 27일 19:40 | 기록지 상세 통계                              |       |                 | 경기장: 아리아케 경기장 심판: 수사나 로드리게스(ESP), 블라디미르 시모노비치(SRB) |

| 2021년 7월 27일 21:45 | 대한민국                    | 3 - 0 | 케냐 | 경기장: 아리아케 경기장 심판: 묘이 스미에(JPN), 예브게니 막샤노프(RUS) |
| 2021년 7월 27일 21:45 | (25 - 14, 25 - 22, 26 - 24) |       |      | 경기장: 아리아케 경기장 심판: 묘이 스미에(JPN), 예브게니 막샤노프(RUS) |
| 2021년 7월 27일 21:45 | 기록지 상세 통계            |       |      | 경기장: 아리아케 경기장 심판: 묘이 스미에(JPN), 예브게니 막샤노프(RUS) |

| 2021년 7월 29일 11:05 | 대한민국                                      | 3 - 2 | 도미니카 공화국 | 경기장: 아리아케 경기장 심판: 에르난 카사미켈라(ARG), 무라나카 신(JPN) |
| 2021년 7월 29일 11:05 | (25 - 20, 17 - 25, 25 - 18, 15 - 25, 15 - 12) |       |                 | 경기장: 아리아케 경기장 심판: 에르난 카사미켈라(ARG), 무라나카 신(JPN) |
| 2021년 7월 29일 11:05 | 기록지 상세 통계                              |       |                 | 경기장: 아리아케 경기장 심판: 에르난 카사미켈라(ARG), 무라나카 신(JPN) |

| 2021년 7월 29일 14:20 | 세르비아                    | 3 - 0 | 케냐 | 경기장: 아리아케 경기장 심판: 하미드 알루시(UAE), 묘이 스미에(JPN) |
| 2021년 7월 29일 14:20 | (25 - 21, 25 - 11, 25 - 20) |       |      | 경기장: 아리아케 경기장 심판: 하미드 알루시(UAE), 묘이 스미에(JPN) |
| 2021년 7월 29일 14:20 | 기록지 상세 통계            |       |      | 경기장: 아리아케 경기장 심판: 하미드 알루시(UAE), 묘이 스미에(JPN) |

| 2021년 7월 29일 19:40 | 일본                        | 0 - 3 | 브라질 | 경기장: 아리아케 경기장 심판: 데니 세스페데스(DOM), 예브게니 막샤노프(RUS) |
| 2021년 7월 29일 19:40 | (16 - 25, 18 - 25, 24 - 26) |       |        | 경기장: 아리아케 경기장 심판: 데니 세스페데스(DOM), 예브게니 막샤노프(RUS) |
| 2021년 7월 29일 19:40 | 기록지 상세 통계            |       |        | 경기장: 아리아케 경기장 심판: 데니 세스페데스(DOM), 예브게니 막샤노프(RUS) |

| 2021년 7월 31일 09:00 | 도미니카 공화국             | 3 - 0 | 케냐 | 경기장: 아리아케 경기장 심판: 강주희(KOR), 패트리카 롤프(USA) |
| 2021년 7월 31일 09:00 | (25 - 19, 25 - 18, 25 - 10) |       |      | 경기장: 아리아케 경기장 심판: 강주희(KOR), 패트리카 롤프(USA) |
| 2021년 7월 31일 09:00 | 기록지 상세 통계            |       |      | 경기장: 아리아케 경기장 심판: 강주희(KOR), 패트리카 롤프(USA) |

| 2021년 7월 31일 16:25 | 세르비아                             | 1 - 3 | 브라질 | 경기장: 아리아케 경기장 심판: 파브리세 콜라도(FRA), 보이치에흐 마로셰크(POL) |
| 2021년 7월 31일 16:25 | (20 - 25, 16 - 25, 25 - 23, 19 - 25) |       |        | 경기장: 아리아케 경기장 심판: 파브리세 콜라도(FRA), 보이치에흐 마로셰크(POL) |
| 2021년 7월 31일 16:25 | 기록지 상세 통계                     |       |        | 경기장: 아리아케 경기장 심판: 파브리세 콜라도(FRA), 보이치에흐 마로셰크(POL) |

| 2021년 7월 31일 19:40 | 일본                                          | 2 - 3 | 대한민국 | 경기장: 아리아케 경기장 심판: 수사나 로드리게스(ESP), 파울루 투르시(BRA) |
| 2021년 7월 31일 19:40 | (19 - 25, 25 - 19, 22 - 25, 25 - 15, 14 - 16) |       |          | 경기장: 아리아케 경기장 심판: 수사나 로드리게스(ESP), 파울루 투르시(BRA) |
| 2021년 7월 31일 19:40 | 기록지 상세 통계                              |       |          | 경기장: 아리아케 경기장 심판: 수사나 로드리게스(ESP), 파울루 투르시(BRA) |

| 2021년 8월 2일 09:00 | 세르비아                    | 3 - 0 | 대한민국 | 경기장: 아리아케 경기장 심판: 예브게니 막샤노프(RUS), 묘이 스미에(JPN) |
| 2021년 8월 2일 09:00 | (25 - 18, 25 - 17, 25 - 15) |       |          | 경기장: 아리아케 경기장 심판: 예브게니 막샤노프(RUS), 묘이 스미에(JPN) |
| 2021년 8월 2일 09:00 | 기록지 상세 통계            |       |          | 경기장: 아리아케 경기장 심판: 예브게니 막샤노프(RUS), 묘이 스미에(JPN) |

| 2021년 8월 2일 19:40 | 일본                                 | 1 - 3 | 도미니카 공화국 | 경기장: 아리아케 경기장 심판: 패트리카 롤프(USA), 보이치에흐 마로셰크(POL) |
| 2021년 8월 2일 19:40 | (10 - 25, 23 - 25, 25 - 19, 19 - 25) |       |                 | 경기장: 아리아케 경기장 심판: 패트리카 롤프(USA), 보이치에흐 마로셰크(POL) |
| 2021년 8월 2일 19:40 | 기록지 상세 통계                     |       |                 | 경기장: 아리아케 경기장 심판: 패트리카 롤프(USA), 보이치에흐 마로셰크(POL) |

| 2021년 8월 2일 21:45 | 브라질                     | 3 - 0 | 케냐 | 경기장: 아리아케 경기장 심판: 블라디미르 시모노비치(SRB), 다니엘레 라피사르다(ITA) |
| 2021년 8월 2일 21:45 | (25 - 10, 25 - 16, 25 - 8) |       |      | 경기장: 아리아케 경기장 심판: 블라디미르 시모노비치(SRB), 다니엘레 라피사르다(ITA) |
| 2021년 8월 2일 21:45 | 기록지 상세 통계           |       |      | 경기장: 아리아케 경기장 심판: 블라디미르 시모노비치(SRB), 다니엘레 라피사르다(ITA) |

### B조 순위표
| 순위 | 팀                   | 경기 | 승리 | 패배 | 승점 | 얻은 세트 | 잃은 세트 | 세트 득실 | 얻은 점수 | 잃은 점수 | 점수 득실 | 통과 |
| ---- | -------------------- | ---- | ---- | ---- | ---- | --------- | --------- | --------- | --------- | --------- | --------- | ---- |
| 1    | 미국                 | 5    | 4    | 1    | 10   | 12        | 7         | 1.714     | 418       | 401       | 1.042     | 8강  |
| 2    | 이탈리아             | 5    | 3    | 2    | 10   | 11        | 7         | 1.571     | 409       | 377       | 1.085     | 8강  |
| 3    | 튀르키예             | 5    | 3    | 2    | 9    | 12        | 8         | 1.500     | 434       | 416       | 1.043     | 8강  |
| 4    | 러시아 올림픽 선수단 | 5    | 3    | 2    | 9    | 11        | 8         | 1.375     | 422       | 378       | 1.116     | 8강  |
| 5    | 중화인민공화국       | 5    | 2    | 3    | 7    | 8         | 9         | 0.889     | 374       | 385       | 0.971     |      |
| 6    | 아르헨티나           | 5    | 0    | 5    | 0    | 0         | 15        | 0.000     | 275       | 375       | 0.733     |      |

### B조 경기 일정
- (시간은 일본 현지 기준이며 한국 시간과 같음.)[2]

| 2021년 7월 25일 09:00 | 러시아 올림픽 선수단   | 0–3 | 이탈리아 | 경기장: 아리아케 경기장 심판: 패트리샤 롤프 (미국), 보이치에흐 마로제크 (POL) |
| 2021년 7월 25일 09:00 | (23–25, 19–25, 14–25)  |     |          | 경기장: 아리아케 경기장 심판: 패트리샤 롤프 (미국), 보이치에흐 마로제크 (POL) |
| 2021년 7월 25일 09:00 | [ 기록지] [ 상세 통계] |     |          | 경기장: 아리아케 경기장 심판: 패트리샤 롤프 (미국), 보이치에흐 마로제크 (POL) |

| 2021년 7월 25일 11:05 | 미국                  | 3–0 | 아르헨티나 | 경기장: 아리아케 경기장 심판: 묘이 스미에 (JPN), 다니엘 라피사르다 (ITA) |
| 2021년 7월 25일 11:05 | (25–20, 25–19, 25-20) |     |            | 경기장: 아리아케 경기장 심판: 묘이 스미에 (JPN), 다니엘 라피사르다 (ITA) |
| 2021년 7월 25일 11:05 | [기록지] [상세 통계]  |     |            | 경기장: 아리아케 경기장 심판: 묘이 스미에 (JPN), 다니엘 라피사르다 (ITA) |

| 2021년 7월 25일 16:25 | 중화인민공화국        | 0–3 | 튀르키예 | 경기장: 아리아케 경기장 심판: 수사나 로드리게스 (ESP), 루이스 마시아스 (MEX) |
| 2021년 7월 25일 16:25 | (21–25, 14–25, 14–25) |     |          | 경기장: 아리아케 경기장 심판: 수사나 로드리게스 (ESP), 루이스 마시아스 (MEX) |
| 2021년 7월 25일 16:25 | [기록지] [상세 통계]  |     |          | 경기장: 아리아케 경기장 심판: 수사나 로드리게스 (ESP), 루이스 마시아스 (MEX) |

 0-3
| 2021년 7월 27일 09:00 | 러시아 올림픽 선수단  | 3–0 | 아르헨티나 | 경기장: 아리아케 경기장 심판: 강주희 (KOR), 하미드 알 루시 (UAE) |
| 2021년 7월 27일 09:00 | (25–19, 25–15, 25–13) |     |            | 경기장: 아리아케 경기장 심판: 강주희 (KOR), 하미드 알 루시 (UAE) |
| 2021년 7월 27일 09:00 | [기록지] [상세 통계]  |     |            | 경기장: 아리아케 경기장 심판: 강주희 (KOR), 하미드 알 루시 (UAE) |

| 2021년 7월 27일 11:05 | 중화인민공화국         | 0–3 | 미국 | 경기장: 아리아케 경기장 심판: 보이치에흐 마로제크 (POL), 파브리스 콜라도스 (FRA) |
| 2021년 7월 27일 11:05 | (27–29, 22–25, 21–25)  |     |      | 경기장: 아리아케 경기장 심판: 보이치에흐 마로제크 (POL), 파브리스 콜라도스 (FRA) |
| 2021년 7월 27일 11:05 | [ 기록지] [ 상세 통계] |     |      | 경기장: 아리아케 경기장 심판: 보이치에흐 마로제크 (POL), 파브리스 콜라도스 (FRA) |

| 2021년 7월 27일 16:25 | 이탈리아                     | 3–1 | 튀르키예 | 경기장: 아리아케 경기장 심판: 데니 세스페데스 (DOM), 에르난 카사미켈라 (ARG) |
| 2021년 7월 27일 16:25 | (25–22, 23–25, 25–20, 25–15) |     |          | 경기장: 아리아케 경기장 심판: 데니 세스페데스 (DOM), 에르난 카사미켈라 (ARG) |
| 2021년 7월 27일 16:25 | [기록지] [상세 통계]         |     |          | 경기장: 아리아케 경기장 심판: 데니 세스페데스 (DOM), 에르난 카사미켈라 (ARG) |

| 2021년 7월 29일 09:00 | 이탈리아              | 3–0 | 아르헨티나 | 경기장: 아리아케 경기장 심판: 수사나 로드리게스 (ESP), 류장 (CHN) |
| 2021년 7월 29일 09:00 | (25–21, 25–16, 25–15) |     |            | 경기장: 아리아케 경기장 심판: 수사나 로드리게스 (ESP), 류장 (CHN) |
| 2021년 7월 29일 09:00 | [기록지] [상세 통계]  |     |            | 경기장: 아리아케 경기장 심판: 수사나 로드리게스 (ESP), 류장 (CHN) |

| 2021년 7월 29일 16:25 | 중화인민공화국                      | 2–3 | 러시아 올림픽 선수단 | 경기장: 아리아케 경기장 심판: 다니엘 라피사르다 (ITA), 유라이 모크리 (SVK) |
| 2021년 7월 29일 16:25 | (17–25, 25–23, 25–20, 25-27, 12–15) |     |                      | 경기장: 아리아케 경기장 심판: 다니엘 라피사르다 (ITA), 유라이 모크리 (SVK) |
| 2021년 7월 29일 16:25 | [기록지] [상세 통계]                |     |                      | 경기장: 아리아케 경기장 심판: 다니엘 라피사르다 (ITA), 유라이 모크리 (SVK) |

| 2021년 7월 29일 21:45 | 미국                                | 3–2 | 튀르키예 | 경기장: 아리아케 경기장 심판: 파울로 투르시 (BRA), 강주희 (KOR) |
| 2021년 7월 29일 21:45 | (25–19, 25–20, 17–25, 20–25, 15–13) |     |          | 경기장: 아리아케 경기장 심판: 파울로 투르시 (BRA), 강주희 (KOR) |
| 2021년 7월 29일 21:45 | [기록지] [상세 통계]                |     |          | 경기장: 아리아케 경기장 심판: 파울로 투르시 (BRA), 강주희 (KOR) |

| 2021년 7월 31일 11:05 | 미국                  | 0–3 | 러시아 올림픽 선수단 | 경기장: 아리아케 경기장 심판: 블라디미르 시모노비치 (SRB), 에르난 카사미켈라 (ARG) |
| 2021년 7월 31일 11:05 | (20–25, 12–25, 19–25) |     |                      | 경기장: 아리아케 경기장 심판: 블라디미르 시모노비치 (SRB), 에르난 카사미켈라 (ARG) |
| 2021년 7월 31일 11:05 | [기록지] [ 상세 통계] |     |                      | 경기장: 아리아케 경기장 심판: 블라디미르 시모노비치 (SRB), 에르난 카사미켈라 (ARG) |

| 2021년 7월 31일 14:20 | 아르헨티나            | 0–3 | 튀르키예 | 경기장: 아리아케 경기장 심판: 묘이 스미에 (JPN), 하미드 알 루시 (UAE) |
| 2021년 7월 31일 14:20 | (23–25, 20–25, 18–25) |     |          | 경기장: 아리아케 경기장 심판: 묘이 스미에 (JPN), 하미드 알 루시 (UAE) |
| 2021년 7월 31일 14:20 | [기록지] [상세 통계]  |     |          | 경기장: 아리아케 경기장 심판: 묘이 스미에 (JPN), 하미드 알 루시 (UAE) |

| 2021년 7월 31일 21:45 | 중화인민공화국         | 3–0 | 이탈리아 | 경기장: 아리아케 경기장 심판: 무라나카 신 (JPN), 예브게니 막샤노프 (RUS) |
| 2021년 7월 31일 21:45 | (25–21, 25–20, 26-24)  |     |          | 경기장: 아리아케 경기장 심판: 무라나카 신 (JPN), 예브게니 막샤노프 (RUS) |
| 2021년 7월 31일 21:45 | [ 기록지] [ 상세 통계] |     |          | 경기장: 아리아케 경기장 심판: 무라나카 신 (JPN), 예브게니 막샤노프 (RUS) |

| 2021년 8월 2일 11:05 | 미국                                | 3–2 | 이탈리아 | 경기장: 아리아케 경기장 심판: 류장 (CHN), 루이스 마시아스 (MEX) |
| 2021년 8월 2일 11:05 | (21–25, 25–16, 25–27, 25–16, 15–12) |     |          | 경기장: 아리아케 경기장 심판: 류장 (CHN), 루이스 마시아스 (MEX) |
| 2021년 8월 2일 11:05 | [ 기록지] [ 상세 통계]              |     |          | 경기장: 아리아케 경기장 심판: 류장 (CHN), 루이스 마시아스 (MEX) |

| 2021년 8월 2일 14:20 | 러시아 올림픽 선수단                | 2–3 | 튀르키예 | 경기장: 아리아케 경기장 심판: 파브리스 콜라도스 (FRA), 수사나 로드리게스 (ESP) |
| 2021년 8월 2일 14:20 | (25–21, 23–25, 23–25, 25–15, 10–15) |     |          | 경기장: 아리아케 경기장 심판: 파브리스 콜라도스 (FRA), 수사나 로드리게스 (ESP) |
| 2021년 8월 2일 14:20 | [ 기록지] [ 상세 통계]              |     |          | 경기장: 아리아케 경기장 심판: 파브리스 콜라도스 (FRA), 수사나 로드리게스 (ESP) |

| 2021년 8월 2일 16:25 | 중화인민공화국         | 3–0 | 아르헨티나 | 경기장: 아리아케 경기장 심판: 강주희 (KOR), 데니 세스페데스 (DOM) |
| 2021년 8월 2일 16:25 | (25–15, 25–22, 25–19)  |     |            | 경기장: 아리아케 경기장 심판: 강주희 (KOR), 데니 세스페데스 (DOM) |
| 2021년 8월 2일 16:25 | [ 기록지] [ 상세 통계] |     |            | 경기장: 아리아케 경기장 심판: 강주희 (KOR), 데니 세스페데스 (DOM) |

## 8강 토너먼트
시간은 일본 현지 기준(그리니치 표준시보다 9시간 빠르고, 한국과는 같다).
|  | 8강전                | 8강전        |                  |   | 4강전   | 4강전   |  |  | 결승전 | 결승전 |
|  |                      |              |                  |   |         |         |  |  |        |        |
|  | 8월 4일 21시30분     |              |                  |   |         |         |  |  |        |        |
|  |                      |              |                  |   |         |         |  |  |        |        |
|  | 브라질               | 3            |                  |   |         |         |  |  |        |        |
|  | 브라질               | 3            | 8월 6일 21시     |   |         |         |  |  |        |        |
|  | 러시아 올림픽 선수단 | 1            |                  |   |         |         |  |  |        |        |
|  | 러시아 올림픽 선수단 | 1            | 브라질           | 3 |         |         |  |  |        |        |
|  | 8월 4일 9시          |              | 브라질           | 3 |         |         |  |  |        |        |
|  |                      | 대한민국     | 0                |   |         |         |  |  |        |        |
|  | 대한민국             | 대한민국     | 0                | 3 |         |         |  |  |        |        |
|  | 대한민국             |              | 8월 8일 13시30분 | 3 |         |         |  |  |        |        |
|  | 튀르키예             | 2            |                  |   |         |         |  |  |        |        |
|  | 튀르키예             | 2            | 브라질           | 0 |         |         |  |  |        |        |
|  | 8월 4일 17시         |              | 브라질           | 0 |         |         |  |  |        |        |
|  |                      | 미국         | 3                |   |         |         |  |  |        |        |
|  | 세르비아             | 미국         | 3                | 3 |         |         |  |  |        |        |
|  | 세르비아             | 8월 6일 13시 |                  | 3 |         |         |  |  |        |        |
|  | 이탈리아             | 0            |                  |   |         |         |  |  |        |        |
|  | 이탈리아             | 0            | 세르비아         | 0 |         |         |  |  |        |        |
|  | 8월 4일 13시         |              | 세르비아         | 0 |         |         |  |  |        |        |
|  |                      | 미국         | 3                |   | 3·4위전 | 3·4위전 |  |  |        |        |
|  | 도미니카 공화국      | 미국         | 3                | 0 | 3·4위전 | 3·4위전 |  |  |        |        |
|  | 도미니카 공화국      |              | 8월 8일 9시      | 0 |         |         |  |  |        |        |
|  | 미국                 | 3            |                  |   |         |         |  |  |        |        |
|  | 미국                 | 3            | 대한민국         | 0 |         |         |  |  |        |        |
|  |                      |              |                  |   |         |         |  |  |        |        |
|  | 세르비아             | 3            |                  |   |         |         |  |  |        |        |
|  | 세르비아             | 3            |                  |   |         |         |  |  |        |        |

- 일정 출처[2]